# Westringia fruticosa
Westringia fruticosa là một loài thực vật có hoa trong họ Hoa môi. Loài này được (Willd.) Druce miêu tả khoa học đầu tiên năm 1917.

## Hình ảnh

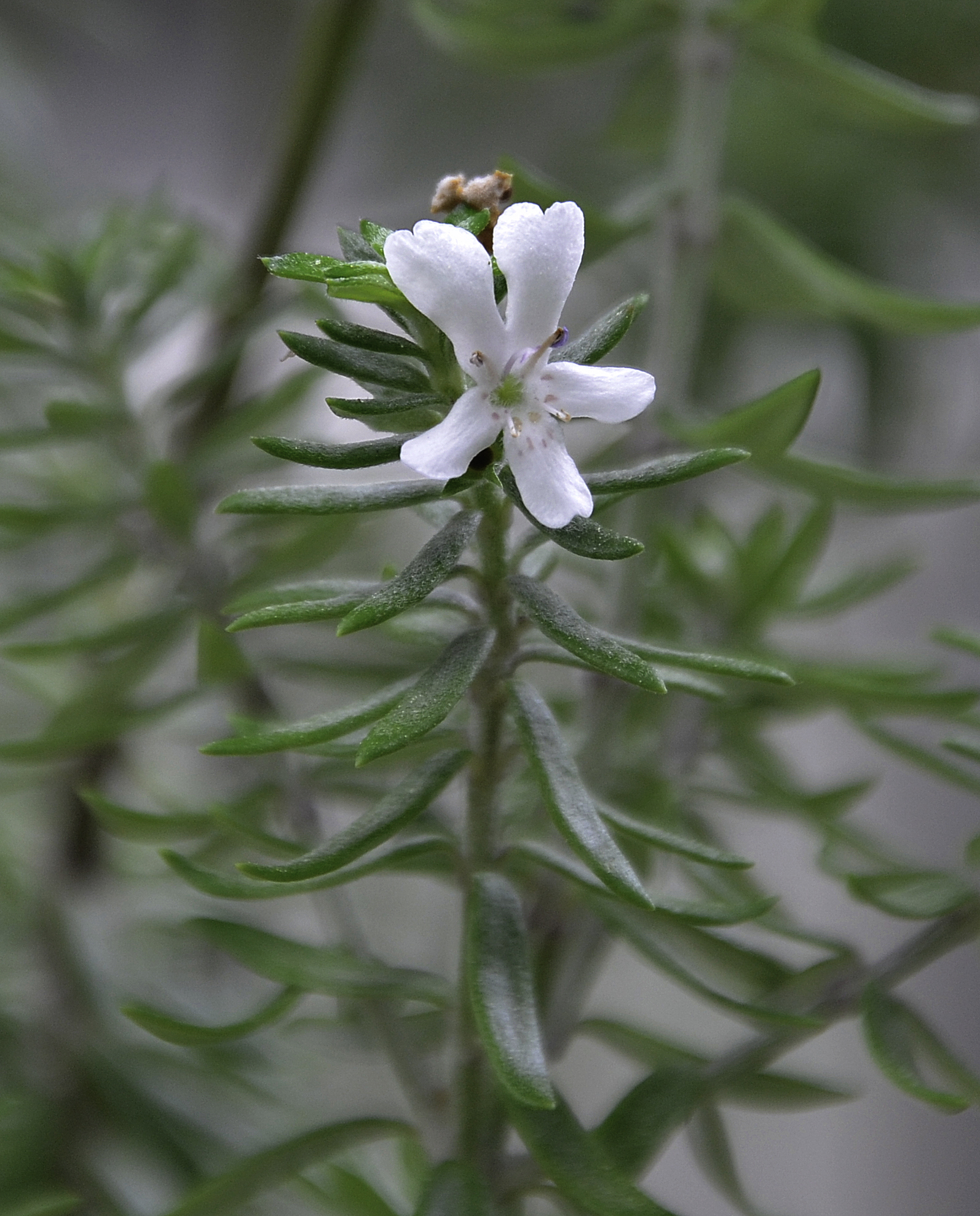